# 73703 Біллінґс
73703 Біллінґс (73703 Billings) — астероїд головного поясу, відкритий 6 жовтня 1991 року.
Тіссеранів параметр щодо Юпітера — 3,200.